# Yuri Stern

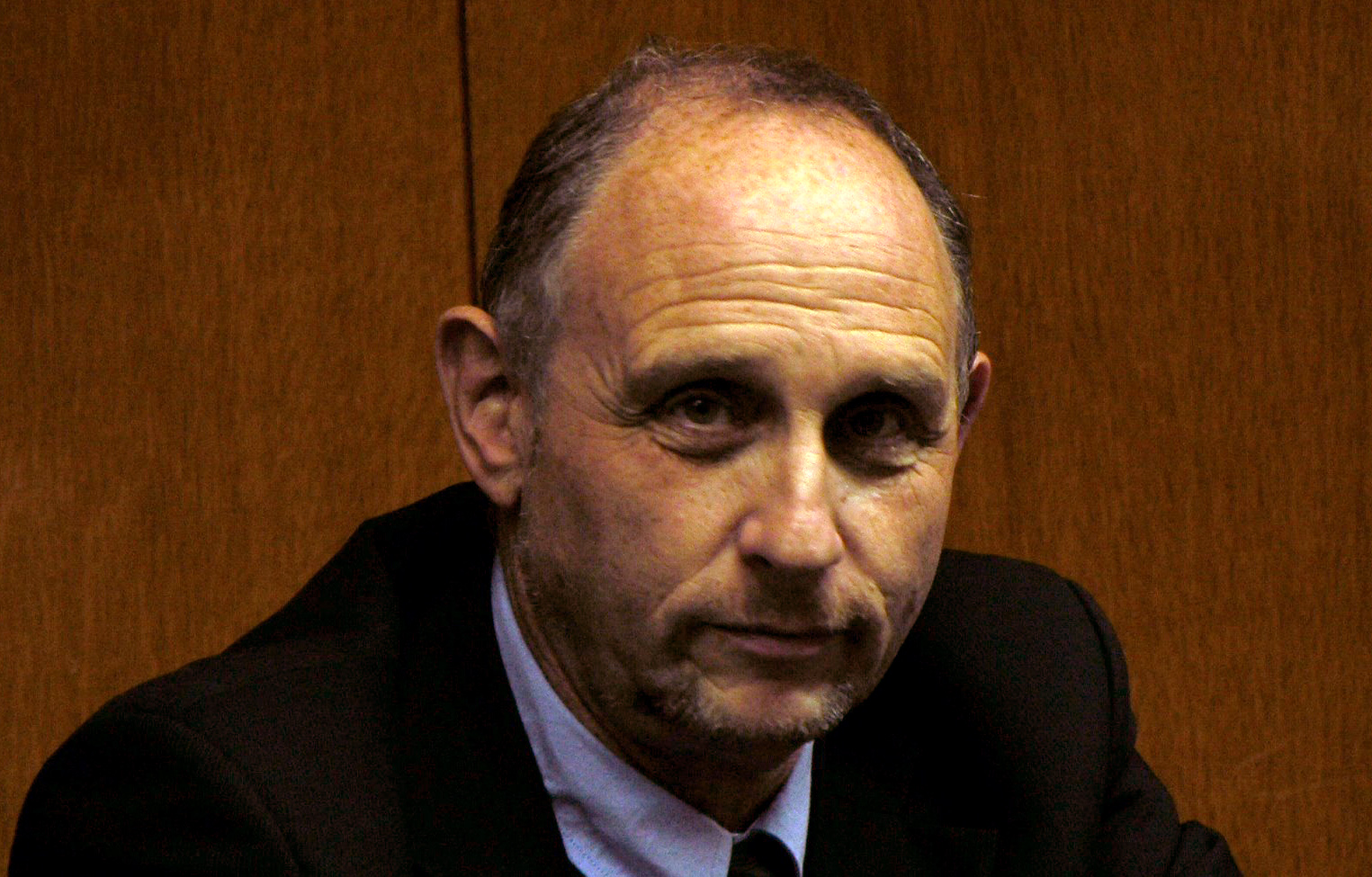
Yuri Stern

Yuri Stern (Hebreeuws: יורי שטרן, Russisch: Юрий Штерн) (Moskou, 29 maart 1949 - Jeruzalem, 16 januari 2007) was een Israëlische politicus, econoom en journalist, afkomstig uit de voormalige Sovjet-Unie.
Van 1996 tot aan zijn overlijden was hij lid van het Israëlische parlement (de Knesset), de laatste jaren voor Jisrael Beeténoe. In deze politieke partij nam hij de tweede plaats in.
Stern groeide op in de toenmalige Sovjet-Unie. Aan de universiteit van Moskou promoveerde hij in de economie. Vervolgens gaf hieraan van 1971 tot 1981 colleges aan de economische faculteit en schreef hij wetenschappelijke artikelen en hoofdstukken in economieboeken. Van 1978 tot 1981 was hij actief in de zionistische beweging in de Sovjet-Unie. In 1981 emigreerde hij naar Israël. 
In Israël vervulde hij tot 1989 allerlei functies bij diverse zionistische organisaties, vooral met betrekking tot de Sovjet-Unie. Van 1989 tot 1992 was hij adviseur van de Knessetcommissie die zich met de immigratieproblematiek bezighoudt. Voorts bekleedde hij van 1990 tot 1995 een directeursfunctie bij de Israëlische Kamer van Koophandel en enkele functies op het gebied van buitenlandse handelsrelaties.
In 1996 werd Stern voor Jisrael Ba'aliyah in de 14e Knesset verkozen. Samen met zijn vriend Michael Nudelman splitste hij zich af om de Aliah-partij op te richten. Later sloten zij zich aan bij Avigdor Lieberman, een voormalig topmedewerker van Benjamin Netanyahu die een nieuwe partij oprichtte, zodat zij vanaf 1999 voor Lieberman's Jisrael Beetenoe in de Knesset kwamen. 
Stern was lid van onder andere de parlementaire commissies voor defensie en buitenlandse zaken, en die van staatstoezicht. Van maart 2001 tot maart 2002 was hij eveneens onderminister op het ministerie van de minister-president. Ook nam hij deel aan parlementaire lobbygroepen met betrekking tot het Midden-Oosten en met de staat sympathiserende buitenlanders van christelijken huize.
Verder schreef Stern geregeld in The Jerusalem Post, Maariv en The Wall Street Journal.
Hij stond bekend als tegenstander van het overhevelen van grond aan de Palestijnse Autoriteit en keerde zich tegen het inzetten van politie en militairen om Joodse Israëliërs die in de Palestijnse Gebieden woonachtig zijn, uit hun huizen te verwijderen.
Yuri Stern overleed op 57-jarige leeftijd aan de gevolgen van kanker.